# Mylossoma
Mylossoma é um gênero de pacus da família Serrasalmidae.

## Espécies
- Mylossoma acanthogaster (Valenciennes, 1850)
- Mylossoma aureum (Spix & Agassiz, 1829)
- Mylossoma duriventre (G. Cuvier, 1818) - pacupeba